# Nationaal Park Zov Tigra
Nationaal Park Zov Tigra (Russisch: Национальный парк Зов Тигра; Nederlands: Nationaal Park "Roep van de Tijger") is gelegen in het zuidoosten van de kraj Primorje in het Russische Verre Oosten. De oprichting tot nationaal park vond plaats op 2 juni 2007 per besluit van de regering van de Russische Federatie. Het nationaal park strekt zich uit over een lengte van 42 km en een breedte van 39 km en heeft een oppervlakte van 833,43 km². In Nationaal Park Zov Tigra ontspringt de rivier Oessoeri.

## Historie
Ondanks de jonge leeftijd van het nationaal park, heeft Zov Tigra een lange geschiedenis. De roep voor de creatie van beschermde natuurgebieden in Kraj Primorje, klonk al ongeveer 20 jaar voor de oprichting tot nationaal park. Nadat de plannen in 1994 werden goedgekeurd door de regering van de Russische Federatie, kon er gezocht worden naar gebieden die geschikt zijn voor de oprichting van nationale parken. Wetenschappers uit de Academie der Wetenschappen in het Verre Oosten Wetenschappelijk Centrum hadden deze taak vrijwillig op zich genomen. Omdat de plannen vaak weerstand opriepen, m.b.t. economische activiteiten, heeft het lang geduurd voordat er een overeenkomst werd gesloten. De officiële datum waarop het gebied werd afgerasterd volgde op 2 juni 2007 per besluit (№ 708-r/2007) van de regering van de Russische Federatie.

## Kenmerken
Nationaal Park Zov Tigra is gelegen in het zuiden van het Sichote-Alingebergte en wordt gekarakteriseerd door de aanwezigheid van biotopen als bergtaiga, bergtoendra, loofbossen, puinhellingen, rivieren en beken. Her en der zijn ook kloven en watervallen te vinden. De belangrijkste rivieren in het gebied zijn de Oessoeri, Milogradovka en deels de Kiëvka. Alle andere rivieren en beken in het gebied zijn zijtakken van deze rivieren. De Oessoeri heeft in Zov Tigra zijn oorsprong.

## Flora
De studie naar vaatplanten in het gebied is nog niet volledig, maar voorlopige studies wijzen uit dat er niet minder dan 800 soorten in het gebied groeien. Belangrijke bosvormers zijn onder meer de Mongoolse eik (Quercus mongolica), amoerlinde (Tilia amurensis) en Aziatische lariks (Larix gmelinii).

## Dierenwereld
De biodiversiteit in Nationaal Park Zov Tigra is erg hoog en er kunnen zowel soorten worden gevonden die kenmerkend zijn voor Oost-Azië, als soorten uit de Siberische boreale zone. Opvallende grote zoogdieren in het gebied zijn de Siberische tijger (Panthera tigris altaica), Bengaalse tijgerkat (Prionailurus bengalensis euptilura), oessoeribeer (Ursus arctos lasiotus), kraagbeer (Ursus thibetanus), oessoerihert (Cervus canadensis xanthopygus), dybowski-hert (Cervus nippon mantchuricus), Siberisch ree (Capreolus pygargus), Siberisch muskushert (Moschus moschiferus). Kleinere zoogdieren die men in Zov Tigra kan aantreffen zijn onder meer de sabelmarter (Martes zibellina), otter (Lutra lutra), noordelijke fluithaas (Ochotona hyperborea), Maleise bonte marter (Martes flavigula), Siberische wezel (Mustela sibirica) en Siberische grondeekhoorn (Tamias sibiricus). De rivieren Oessoeri en Milogradovka zijn waardevolle rivieren voor de bedreigde Chinese zaagbek (Mergus squamatus). De Aziatische wilde hond (Cuon alpinus) komt hier helaas niet meer voor en ook het amoerluipaard (Panthera pardus orientalis) is hier sinds de jaren '70 van de vorige eeuw niet meer gezien.